# Біквадратне рівняння
Біквадра́тне рівня́ння (лат. bi — двічі і лат. quadratus — квадратний) — алгебраїчне рівняння виду ax4 + bx2 + с = 0, де а — не дорівнює 0. Є різновидом неповного рівняння четвертого степеня. Підстановкою x2 = у біквадратне рівняння зводиться до квадратного рівняння.

## Розв'язання
Розв'язується, за допомогою методу введення нової змінної (у даному випадку — y). При цьому, нова змінна повинна дорівнювати квадрату основної.
Завдяки цьому, рівняння зводиться до звичайного квадратного і розв'язується звичайними способами:
{\displaystyle ax^{4}+bx^{2}+c=0}
{\displaystyle ay^{2}+by+c=0,y=x^{2}}
- 1){\displaystyle y_{1,2}={\frac {-b\pm {\sqrt {D}}}{2a}},D>0}

- 2){\displaystyle y={\frac {-b}{2ac}},D=0}

- 3)не має коренів, {\displaystyle D<0}